# Resolutie 699 Veiligheidsraad Verenigde Naties
Resolutie 699 van de Veiligheidsraad van de Verenigde Naties werd unaniem aangenomen op 17 juni 1991. De resolutie stond het Internationaal Atoomenergie Agentschap (IAEA) toe om controles op kernwapens te doen in Irak.

## Achtergrond
Op 2 augustus 1990 viel Irak zijn zuiderbuur Koeweit binnen en bezette dat land. Nog diezelfde dag werd de inval door de VN-Veiligheidsraad veroordeeld in resolutie 660. Deze resolutie eiste ook een onmiddellijke terugtrekking van Irak, maar daar kwam niets van terecht. 
Met resolutie 678 stelde de Veiligheidsraad Irak een ultimatum om voor 15 januari 1991 aan de voorgaande resoluties te voldoen. Irak gaf hier geen gehoor aan, en de dag na het verstrijken van het ultimatum begon een coalitie van 34 landen onder leiding van de Verenigde Staten operatie Desert Storm, met grootschalige luchtbombardementen gevolgd door een grondoffensief, operatie Desert Sabre. Tegen 27 februari was de strijd beslecht, en op die dag aanvaardde Irak de VN-resoluties.

## Inhoud
De Veiligheidsraad:
- herinnert aan resolutie 687;
- neemt nota van het rapport van de secretaris-generaal;
- neemt ook nota van diens nota met de tekst van een brief van het Internationaal Atoomenergie Agentschap;
- handelt onder Hoofdstuk VII van het Handvest van de Verenigde Naties;

1. keurt het plan in het rapport goed;
2. bevestigt dat de Speciale Commissie en het IAEA de in de paragrafen °8[1] en °12[2] van resolutie 687 zaken mogen vernietigen, verwijderen of onschadelijk maken;
3. vraagt de Secretaris-generaal elke zes maanden te rapporteren over de uitvoering van het plan;
4. besluit om de lidstaten aan te moedigen de uitvoering van deze activiteiten te verzekeren en dat de kosten ervan volledig door Irak worden gedragen.

## Verwante resoluties
- Resolutie 689 Veiligheidsraad Verenigde Naties
- Resolutie 692 Veiligheidsraad Verenigde Naties
- Resolutie 700 Veiligheidsraad Verenigde Naties
- Resolutie 705 Veiligheidsraad Verenigde Naties

Lijst ·  684 ·  685 ·  686 ·  687 ·  688 ·  689 ·  690 ·  691 ·  692 ·  693 ·  694 ·  695 ·  696 ·  697 ·  698 ·  699 ·  700 ·  701 ·  702 ·  703 ·  704 ·  705 ·  706 ·  707 ·  708 ·  709 ·  710 ·  711 ·  712 ·  713 ·  714 ·  715 ·  716 ·  717 ·  718 ·  719 ·  720 ·  721 ·  722 ·  723 ·  724 ·  725